# Joseph Schumpeter
Joseph Alois Schumpeter (ur. 8 lutego 1883 w Triesch, zm. 8 stycznia 1950) – austriacki ekonomista.

## Życiorys
Studiował pod kierunkiem Eugena von Böhm-Bawerka, na wydziale prawa Uniwersytetu Wiedeńskiego. Później wykładał na uniwersytetach w Czerniowcach i w Grazu. W latach 1919–1920 był ministrem finansów przeżywającej powojenny kryzys Austrii, w latach 1920–1924 prezesem Biedermann Banku. W latach 1925–1932 wykładowca Uniwersytetu w Bonn. Od roku 1932 aż do śmierci wykładał na Harvardzie.
Założyciel Towarzystwa Ekonometrycznego (1933), autor głośnej teorii wzrostu gospodarczego i cyklów koniunkturalnych indukowanych przez przełomowe innowacje, teorii postępującej transformacji kapitalizmu w socjalizm, historyk myśli ekonomicznej. Był zwolennikiem tezy o dominującej roli elit i wybitnych jednostek w rozwoju społeczno-gospodarczym. Postawił tezę, że demokracja to możliwość wyboru przez obywateli rządzącej elity. Dostrzegał pozytywny wpływ monopoli, a właściwie konkurencji monopolistycznej na gospodarkę, gdyż uważał, że to głównie wielkie korporacje stać na prowadzenie badań, które są jednym ze źródeł innowacji, będących motorem wzrostu gospodarczego.
Uczniami i współpracownikami Schumpetera byli m.in. Paul Samuelson, Paul M. Sweezy, Oskar Lange i James Tobin.
W 1986 powstało International Joseph A. Schumpeter Society, z siedzibą w Augsburgu.

## Ważniejsze prace
- Teoria rozwoju gospodarczego (1911)
- Kryzys państwa podatków (1918)
- Cykle koniunkturalne (1939)
- Kapitalizm, socjalizm, demokracja (1942)
- Historia analizy ekonomicznej (1950)